# Rhiannon
Rhiannon és, en la mitologia celta, la deessa dels cavalls. Té els seus equivalents així com en la mitologia gal·lesa és Epona i en la irlandesa és la deessa Macha. És coneguda per la col·lecció de contes medievals gal·lesos The Mabinogion, en la qual fa la seva primera aparició en forma de corb el qual es troba amb el rei Pwyll, amb qui es casa. Posteriorment, va ser acusada injustament de matar el seu fill menor i, amb el càstig, es va veure obligada a ser un cavall i dur els visitants a la cort reial. D'acord amb una altra història, es va fer posar els colls d'ase sobre el seu coll adoptant forma de bèstia.